# Lauvou
Lauvou (Lauvoo) ist eine osttimoresische Aldeia im Suco Gugleur (Verwaltungsamt Maubara, Gemeinde Liquiçá). 2015 lebten in der Aldeia 194 Menschen.

## Geographie
Lauvou liegt im Nordosten des Sucos Gugleur. Nördlich befindet sich die Aldeia Raenaba, nordwestlich die Aldeia Lautecas, südlich die Aldeia Vatumori und südöstlich die Aldeia Erito. Im Nordosten reicht die Spitze von Lauvou bis zum Suco Vaviquinia. Im Tal westlich fließt der Tikidur, ein Quellfluss des Marae. Ein weiterer Quellfluss, der Mantaro, fließt an der Grenze zu Vaviquinia.
In der Aldeia befindet sich das Dorf Lauvou.

## Politik
2023 wurde Silvino Afonso zum Chefe de Aldeia gewählt.